# Dynastia (serial telewizyjny 1981)
Dynastia (ang. Dynasty) – amerykańska, wysokobudżetowa opera mydlana. Serial emitowany był w Stanach Zjednoczonych przez telewizję ABC od 13 stycznia 1981 do 11 maja 1989, a w październiku 1991 wyemitowano 2 odcinki finałowej części „Pojednanie”.
W Polsce po raz pierwszy był pokazywany przez TVP1 od 2 lipca 1990 do 19 grudnia 1993 (aczkolwiek w wielu późniejszych latach emitowano jeszcze powtórki, w tym także na innych stacjach). W wakacje 1990 emisja odbywała się od poniedziałku do piątku o 18.00, a następnie raz w tygodniu (zazwyczaj w środy o 20.00, później w niedziele o 17.30). Sporadycznie odcinki były emitowane częściej, głównie w okresie bożonarodzeniowym i wielkanocnym. Emisja odbywała się bez przerw między seriami, stąd ponad dwukrotnie krótszy okres emisji całego serialu w Polsce niż w Stanach Zjednoczonych.

## Fabuła
Saga bardzo bogatej rodziny Carringtonów. Blake Carrington (John Forsythe) poznaje sympatyczną Krystle (Linda Evans). Oboje zakochują się w sobie. Wkrótce potem biorą huczny ślub. Życie wśród zepsutych pieniędzmi ludzi nie oszczędza skromnej Krystle. Niegdyś żonaty z demoniczną Alexis, Blake ma dwójkę dzieci, rozpieszczoną córkę Fallon (Pamela Sue Martin/Emma Samms), która zrobi wszystko by zniszczyć Krystle, a także syna Stevena (Al Corley/Jack Coleman), geja borykającego się z problemami egzystencjalnymi. W późniejszych latach okazuje się, że Blake ma jeszcze dwójkę dzieci: porwanego w dzieciństwie syna Adama (Gordon Thomson) oraz porzuconą przez pierwszą żonę Blake’a córkę Amandę (Catherine Oxenberg/Karen Cellini). Pewnego dnia Alexis wraca, by zniszczyć swojego pierwszego męża i przy okazji zagarnąć jego majątek. Od drugiego sezonu fabuła opowiadała o rywalizacji o władzę i pieniądze pomiędzy rodziną Carringtonów i Colbych, magnatów naftowych, a także o ich skomplikowanym życiu, intrygach i seksie.

## Kulisy
Dynastia to wysokobudżetowa amerykańska opera mydlana, emitowana przez 9 sezonów raz w tygodniu w amerykańskiej telewizji ABC w wieczornej porze najwyższej oglądalności (tzw. primetime). Serial ten był konkurencyjnym odpowiednikiem legendarnego już Dallas. Pierwszy sezon jednak nie zyskał przychylności amerykańskiej widowni. Twórcy postanowili podnieść oglądalność Dynastii, dodając od drugiego sezonu postać demonicznej Alexis Morell-Carrington-Colby, będącej dziś legendą i wzorem intrygantki, granej przez brytyjską aktorkę Joan Collins (wcześniej zagranie tej roli odmówiły Elizabeth Taylor, Raquel Welch i Sophia Loren). Wyniki oglądalności Dynastii gwałtownie wzrosły. Serial wspiął się w 1985 roku na 1. miejsce pod względem popularności wśród programów telewizyjnych. Scenarzyści bawili się konwencją opery mydlanej, wpisując do scenariusza tak słynne później wątki, jak masakra ślubna w Mołdawii, ataki terrorystyczne, hipnoza, manipulacje umysłu, UFO, itp.
W ciągu 9 lat emisji, serial stał się kultowy i znany na całym świecie. Wylansował wiele gwiazd, przypomniał o istnieniu już tych zapomnianych, na swoim planie gościł sławy prawdziwego formatu. W latach 1985–1987 Dynastia doczekała się kontynuacji zatytułowanej Dynastia Colbych (Dynasty II: The Colbys), która nie zyskała takiej popularności jak jej pierwowzór. Na dodatek fani serialu zaczęli się gubić w wątkach i rozpoznawaniu bohaterów. Po dwóch latach i 49 odcinkach, spin-off został zdjęty z anteny. Oprócz USA i nielicznych anglojęzycznych krajów, Dynastia Colbych była emitowana zaraz po skończeniu pierwszej części, co było wielkim błędem. Widzowie oglądając Dynastia Colbych powrócili do śledzenia wątków powiązanych z Dynastią i tam też wyjaśnionych z lat 1985-1987.
Pierwsza polska emisja serialu miała miejsce na antenie telewizyjnej Jedynki TVP1 w latach 1990-1993. Niespodziewanie we wrześniu 1997 roku serial przypomniał, powstały zaledwie kilka miesięcy wcześniej, kanał Polsat 2. Druga emisja serialu zakończyła się na początku roku 1999. W 1999 roku Dynastię emitował nieistniejący już kanał tematyczny Dla Ciebie – emisję wstrzymano po kilkudziesięciu odcinkach. 3 grudnia 2012 roku powtórną emisję Dynastii w Polsce rozpoczął kanał tematyczny CBS Drama.
Na podstawie serialu, amerykańska pisarka Eileen Lottman zaczęła pisać książki (wydane również w Polsce). Powstały jednak zaledwie dwa tomy.
W roku 2005 stacja Hallmark wyprodukowała fabularny film telewizyjny „Za kulisami Dynastii” o kulisach realizacji serialu. Film nie osiągnął jednak oczekiwanego sukcesu. Dodatkowo, krytykowano go za niezgodność z faktami. Z kolei, w roku 2006, telewizja amerykańska wyprodukowała specjalny „odcinek” „Dynasty Reunion: Catfights & Caviar”, w którym spotkały się główne gwiazdy serialu na wspomnieniach i wywiadach.
Od września 2017 roku rozpoczęto emisję reboota serialu pod tym samym tytułem. Opartego na oryginalnym scenariuszu, jednakże osadzonego w realiach i estetyce XXI wieku. Z tą różnicą, że tamtejsi scenarzyści wiedzieli, że wprowadzą Alexis do serialu, dlatego wprowadzili krótkie zapowiedzi jej obecności w historii rodziny, zanim ją oficjalnie wprowadzono w 14 odcinku pierwszej serii. Warto też odnotować, że pierwsze skrzypce w tej wersji gra Fallon Carrington.

## Pojednanie
W 1989 roku szefowie stacji ABC, poirytowani spadającą popularnością serialu, zdecydowali o zakończeniu jego produkcji, mimo wprowadzenia nowych postaci (m.in. Stephanie Beacham). 11 maja 1989 roku został wyemitowany ostatni, 220. odcinek Dynastii, zatytułowany Catch 22 (Paragraf 22). Epizod zakończony tzw. cliffhangerem, w którym Alexis prawdopodobnie ginie spadając z balkonu, Blake zostaje postrzelony i również nie wiadomo czy żyje, a Krystle, niepojawiająca się w serialu od końca 9 sezonu, przebywa w szwajcarskiej klinice psychiatrycznej, nie spodobał się fanom. Przez blisko rok nakłaniali twórców do wznowienia serialu. Tak też się stało. W 1991 roku, wyemitowany został czterogodzinny miniserial Dynastia: Pojednanie, (Dynasty: the Reunion). Pierwszy z dwóch odcinków, trwających po 120 minut, oglądały miliony Amerykanów, Natomiast „finał finałów” zaledwie garstka. Fani mieli za złe twórcom, że nie rozwiązano wszystkich zagadek Dynastii, że brakowało wszystkich bohaterów. Jednak widowni w szczególności nie spodobało się cukierkowe zakończenie, w którym Krystle, Blake i Alexis zakopali topór wojenny i wybaczyli sobie wszystkie krzywdy. W ten sposób twórcy, nie zwracając uwagi na opinie publiczności, zamknęli furtkę na dalsze kontynuacje.
W 2006 i 2007 roku na rynku DVD ukazały się dwa pierwsze sezony Dynastii. W 2006 amerykańska telewizja wyemitowała wspomnieniowy odcinek Dynastii, celebrujący tym samym XXV-lecie powstania serialu. W programie zatytułowanym Dynasty: The Reunion: Catfights & Caviar wystąpiła część aktorów i aktorek, w tym John Forsythe, Linda Evans i Joan Collins.
Dynastia wciąż jest emitowana w wielu krajach. Stała się symbolem lat 80. Na przestrzeni lat kobiety wzorowały się na strojach Krystle, Alexis i innych kobietach z Denver. Powstało mnóstwo książek, albumów, a nawet perfumy „Forever Krystle”, które były reklamowane przez Lindę Evans.
Pierwsza emisja „Dynastii - Pojednanie” w Polsce miała miejsce 26.12.1993 i 2.01.1994. Powtórki w TVP1 można już było obejrzeć czterokrotnie - w listopadzie 2000 (3-24.11.2000), w 2003, na przełomie czerwca i lipca 2005 (26.06 i 3.07.2005) i w czerwcu 2006 roku (11 i 18.06.2006). Za każdym razem gromadziła przed telewizorami ok. 4 mln widzów. Serial powtórzyła także TV4 – w grudniu 2008 roku. Od 3 grudnia 2012 „Dynastia” do grudnia 2016 była emitowana w kanale CBS Drama. Planowane jest także wznowienie produkcji serialu.

## Postacie

### Główne
| Postać | Aktor                                                            | Pierwszy odcinek               | Ostatni odcinek                 |
| --- | ---------------------------------------------------------------- | ------------------------------ | ------------------------------- |
| Blake Carrington | John Forsythe (1981-1989, 1991)                                  | 1x01 Oil                       | 10x02 Dynastia: Pojednanie cz.2 |
| Głowa rodziny Carringtonów i właściciel Denver-Carrington. Jego ślub z byłą sekretarką Krystle jest powodem dla którego do Denver wracają jego dorosłe już dzieci Fallon i Steven. W 2. serii powraca pierwsza żona Blake’a, Alexis która pragnie go zniszczyć i pozbawić majątku. Jest synem Toma i Ellen Carrington. |                                                                  |                                |                                 |
| |                                                                  |                                |                                 |
| Krystle Grant Jennings Carrington | Linda Evans (1981-1988, 1991)                                    | 1x01 Oil                       | 10x02 Dynastia: Pojednanie cz.2 |
| Druga żona Blake’a, eks żona Marka Jenningsa, była kochanka Matthew Blaisdela, matka Kristiny, ciotka Sammy Jo. Na początku nie zdobyła sympatii Fallon, co z czasem się zmieniło. Ma doskonały kontakt ze Stevenem. Od 2. sezonu największym wrogiem Krystle staje się Alexis, która za wszelką cenę mści się na niej i Blake'u. |                                                                  |                                |                                 |
| |                                                                  |                                |                                 |
| Alexis Morell Carrington Colby Dexter Rowan | Joan Collins (1981-1989, 1991)                                   | 1x13 The Testimony (za woalką) | 10x02 Dynastia: Pojednanie cz.2 |
| Pierwsza żona Blake’a oraz matka jego najstarszych dzieci (Adama, Fallon, Stevena i Amandy). Po powrocie do Denver pragnie zemsty na byłym mężu i zniszczyć jego nową żonę. Kontroluje także życie swoich dorosłych dzieci. Intrygantka i femme fatale. Od 3. serii właścicielka ColbyCo Oil po drugim mężu Cecilu Colby. Czarny charakter serialu. |                                                                  |                                |                                 |
| |                                                                  |                                |                                 |
| Fallon Carrington Colby | Pamela Sue Martin (1981-1984) Emma Samms (1985, 1987–1989, 1991) | 1x01 Oil                       | 10x02 Dynastia: Pojednanie cz.2 |
| Najstarsza córka Blake’a i Alexis, żona Jeffa, matka Blake’a Juniora i Lauren Constance. Znana z licznych romansów m.in. z: Michaelem Culhanem, dr Nickiem Toscanni czy Markiem Jenningsem. Właścicielka hotelu La Mirage. W 5. serii została uznana za zmarłą po tym jak w finale 4. serii uciekła samochodem podczas przygotowań do ślubu z Jeffem. W finale 5. sezonu powróciła jednak cierpiała na amnezję i podawała się za Randall Adams. Poślubiła Milesa Colby (kuzyna Jeffa) i razem zamieszkali w LA. Po odzyskaniu pamięci wróciła do pierwszego męża i oboje wrócili w 8. serii do Denver. |                                                                  |                                |                                 |
| |                                                                  |                                |                                 |
| Steven Daniel Carrington | Al Corley (1981-1982, 1991) Jack Coleman (1983-1988)             | 1x01 Oil                       | 10x02 Dynastia: Pojednanie cz.2 |
| Młodszy syn Blake’a i Alexis, ojciec Danny’ego. Jest gejem, co jest przyczyną jego złych kontaktów z ojcem. W ciągu całego serialu Steven był związany z: Tedem Dinardem, Sammy Jo, Claudią Blaisdel czy Lukiem Fullerem. Ma najlepszy kontakt ze swoją siostrą Fallon. |                                                                  |                                |                                 |
| |                                                                  |                                |                                 |
| Adam Alexander Carrington | Gordon Thomson (1982-1989) Robin Sachs (1991)                    | 3x01 The Plea                  | 10x02 Dynastia: Pojednanie cz.2 |
| Pierwsze dziecko Blake’a i Alexis, porwany w dzieciństwie. Dorastał w Billings w stanie Montana jako Michael Torrance. Na początku 3. serii jego babka na łożu śmieci wyznała mu prawdę. Po powrocie do Denver, Alexis uznaje go za syna i razem spiskują, aby wzmocnić swoje pozycje. Był związany z Kirby, Claudią i Daną. |                                                                  |                                |                                 |
| |                                                                  |                                |                                 |
| Amanda Bedford Carrington | Catherine Oxenberg (1984-1986) Karen Cellini (1986-1987)         | 5x07 Amanda                    | 7x13 The Rig                    |
| Najmłodsza córka Blake’a i Alexis, pojawia się w 5. sezonie. Matka urodziła ją po wyjeździe z Denver i oddała na wychowanie kuzynce Rosalind mieszkającej w Londynie. Amanda nie ma dobrego kontaktu z matką, ponieważ ma do niej żal iż ta porzuciła ją. Nawiązała romans ze swoim ojczymem Dexem narażając się Alexis. Była też związana z księciem Michaelem z Mołdawii oraz z Michaelem Culhanem. |                                                                  |                                |                                 |
| |                                                                  |                                |                                 |
| Jeffrey „Jeff” Broderick Colby | John James (1981–1985, 1987–1989, 1991)                          | 1x01 Oil                       | 10x02 Dynastia: Pojednanie cz.2 |
| Bratanek Cecila Colby, pracownik ColbyCo Oill. Od dzieciństwa zakochany w Fallon. Żeni się z nią nie mając pojęcia że jest to rodzaj umowy między jego wujem a ukochaną. W późniejszych odcinkach Fallon darzy go szczerym uczuciem. Mają dwójkę dzieci : LB i Lauren Constance. Po zaginięciu Fallon był na krótko związany z Nicole Simpson i Lady Ashley Mitchell. Jego drugą żoną była też Kirby Anders. W spin-offie wychodzi na jaw, że jest synem Jasona Colby. |                                                                  |                                |                                 |
| |                                                                  |                                |                                 |
| Claudia Barrows Blaisdel Carrington | Pamela Bellwood (1981–1986)                                      | 1x01 Oil                       | 6x31 The Choice / The Vendetta  |
| Emocjonalnie niestabilna żona Matthew Blaisdela, matka Lindsay. Po odkryciu romansu męża z Krystle, zakochuje się w Stevenie. Po śmierci Matthew i Lindsay, przechodzi ponownie załamanie nerwowe. Związana była także z Adamem. Ginie w czasie pożaru w La Mirage, w ostatnim odcinku 6. serii. |                                                                  |                                |                                 |
| |                                                                  |                                |                                 |
| Samantha Josephine Dean Reece Carrington Fallmont | Heather Locklear (1981-1989, 1991)                               | 2x05 Reconciliation            | 10x02 Dynastia: Pojednanie cz.2 |
| Nazywana Sammy Jo, piękna siostrzenica Krystle. Córka Iris i Franka Deanów. Żona Stevena, Claya Fallmonta, matka Danny’ego. Pojawia się w 2. sezonie. W późniejszych odcinkach okazała się córką Daniela Reece'a. Zmysłowa i prowokująca, uwielbiająca manipulować ludźmi, wykorzystując ich niczym marionetki w swojej własnej grze. Lecz jak żadna inna postać tego serialu zmienia się : ze „złej” dziewczyny, w wartościową kobietę i czułą matkę. |                                                                  |                                |                                 |
| |                                                                  |                                |                                 |
| Dominique Devereaux | Diahann Carroll (1984-1987)                                      | 4.26 New Lady In Town          | 7.28 Shadow Play                |
| Urodzona jako Millie Cox. Nieślubna córka Toma Carringtona, przyrodnia siostra Blake’a i Bena. Matka Jackie Devereaux. Skuteczna i bogata bizneswomen. Piosenkarka, śpiewała w La Mirage. Związana z Bradym Lloydem, Garrett Boydston i Nickiem Kimballem. Była jednym z wrogów Alexis. Właścicielka wytwórni muzycznej Titania Records. |                                                                  |                                |                                 |
| |                                                                  |                                |                                 |
| Farnsworth Dexter | Michael Nader (1983-1989)                                        | 4x08 Dex                       | 9x22 Catch 22                   |
| Zwany Dexem. Syn Sama Dextera; partnera Blake’a. Trzeci mąż Alexis. Nawiązał romans ze swoją pasierbicą Amandą. W serialu pojawił się w 4. sezonie i był w nim do końca 9. serii. Jest największą miłością Alexis po Blake'u |                                                                  |                                |                                 |
| |                                                                  |                                |                                 |

### Drugoplanowe
- Benjamin „Ben” Carrington (Christopher Cazenove 1986-1987)

Młodszy brat Blake’a. Nienawidzi swojego brata. Alexis sprowadza go do Denver aby pomógł jej zniszczyć byłego męża. Ojciec Leslie.
- Dana Waring Carrington (Leann Hunley 1986-1988)

Lojalna asystentka Blake’a w Denver-Carrington. Dawna miłość Adama z Montany. Od 7. serii znów są razem i pobierają się. Niestety ich małżeństwo nie przetrwało problemów i pod koniec 8. sezonu rozpadło się.
- Sabella „Sable” Scott Colby (Stephanie Beacham 1985, 1988-1989)

Była żona Jasona Colby i kuzynka Alexis. Przybywa do Denver z Los Angeles w 9. serii. Pomaga Blake'owi po wyjeździe Krystle do Szwajcarii i staje się wrogiem nr 1 Alexis.
- Monica Colby (Tracy Scoggins 1988-1989)

Córka Sable i Jasona, siostra Milesa, Bliss i przyrodnia siostra Jeffa. Monica przybywa do Denver aby pomóc matce w walce z Alexis, jest radcą prawnym Sable. Pod koniec serialu dowiaduje się, że jest córką Cecila Colby'ego.
- Leslie Saunders Carrington (Terri Garber 1987-1988)

Córka Bena Carringtona i Melissy Saunders. Podczas swojego krótkiego pobytu w Denver nawiązała romans z Dexem, Jeffem, Michaelem Culhanem, Seanem Rowanem i Clayem Fallmontem.
- Matthew Blaisdel (Bo Hopkins 1981, 1987)

Geolog Denver-Carrington, mąż Claudii, ojciec Lindsay. Przez krótki czas był związany z Krystle.
- Cecil Baldwin Colby (Lloyd Bochner 1981-1982)

Stryj Jeffa, przyjaciel i rywal Blake’a. Drugi mąż Alexis. Zmarł na początku 3. sezonu.
- Joseph Anders (Lee Bergere 1981-1983)

Długoletni majordomus Carringtonów. Wierny przyjaciel Blake’a, na początku serialu nie darzy sympatią Krystle. Teść Alexis z powodu jej małżeństwa z jego synem, Seanem Andersem Rowanem. Popełnił samobójstwo.
- Kirby Alicia Anders Colby (Kathleen Beller 1982-1984, 1991)

Córka Josepha, uczyła się w Europie na koszt Blake’a. Wraca do Denver w 3. serii. Poślubia Jeffa, jednak jest w ciąży z Adamem. Ich dziecko urodziło się jednak martwe i w finale 4. serii opuszcza Denver. Powraca w Dynastii : Pojednanie i na nowo wiąże się z Adamem.
- Samuel „Mark” Jennings (Geoffrey Scott 1982-1984)

Pierwszy mąz Krystle, instruktor tenisa. Alexis sprowadza go do Denver w 3. serii aby zniszczyć małżeństwo Krystle i Blake’a. Ma romans z Fallon i Alexis.
- Książę Michael z Mołdawii (Michael Praed 1985-1986)

Dziedzic tronu Mołdawii, związany z Amandą. Niestety uczucie Amandy do Dextera stało się przyczyną ich rozwodu.
- Neal McVane (Paul Burke 1982-1988)

Kongresmen. Mści się na Alexis i reszcie rodziny.
- Joel Abrigore (George Hamilton 1985-1986)

Reżyser, wynajęty przez Sammy Jo do porwania Krystle.
- Garrett Boydston (Ken Howard 1985-1986)

Prawnik rodziny Colbych, związany w przeszłości z Dominique.
- Miles Colby (Maxwell Caulfield 1985-1986, 1991)

Porywczy syn Jasona i Sable, brat bliźniak Monici. Związany z Fallon gdy ta cierpiała na zanik pamięci.
- Cassandra „Caress” Morell (Kate O’Mara 1986)

Siostra Alexis. Wyciągnięta z więzienia w Ameryce Południowej przez Dexa. Powróciła do Denver aby zemścić się na Alexis.
- Jackie Deveraux (Troy Beyer 1986-1987)

Córka Dominique i Garretta Boydstona.
- Clay Fallmont (Ted McGinley 1986-1987)

Syn senatora Bucka i Emily Fallmont. Związany z Sammy Jo, Amandą i Leslie.
- Sean Rowan (James Healey 1987-1988)

Nieznajomy mężczyzna, który uratował Alexis przed utonięciem w samochodzie w 8. sezonie. Wkrótce został jej mężem nr 4. Sean był synem Josepha Andersa, majordomusa Carringtonów i chciał zemścić się na Alexis za krzywdy, które ona wyrządziła jego rodzinie. Zginął z ręki Dextera, gdy prawda o Seanie wyszła na jaw.
- Dr Nicolas „Nick” Toscanni (James Farentino 1981-1982)

Psychiatra i chirurg, udaje przyjaciela Blake’a a naprawdę pragnie się na nim zemścić. Zakochany w Krystle.
- Tracy Kendall (Deborah Adair 1983-1984)

Pracownik Denver-Carrington. Ambitna intrygantka, wynajęta przez Alexis jako jej szpieg.
- Peter De Vilbis (Helmut Berger 1983-1984)

Playboy, który uwiódł Fallon starając wykorzystać ją dla swoich korzyści finansowych.
- Daniel Reece (Rock Hudson 1984-1985)

Biznesmen, biologiczny ojciec Sammy Jo. W przeszłości związany z Krystle.
- Lady Ashley Mitchell (Ali MacGraw 1984-1985)

Amerykanka, wdowa po brytyjskim dyplomacie Lordzie Maynardzie Mitchell. Fotograf magazynu World Finance. Ashley darzy Blake’a uczuciem i pomaga mu w walce z Alexis. Ma także romans z Jeffem. Zmarła podczas ataku rewolucjonistów na króla Mołdawii.

### Trzecioplanowe
- Roger Grimes (J. Eddie Peck 1988-1989)

Powód rozwodu i wygnania Alexis z rodziny Carringtonów w 1964 roku. Był architektem i zaprojektował dla Alexis studio, w którym miała praktykować malarstwo. Sama wdała się z nim w romans a Blake nakrył ich gdy nieoczekiwanie wrócił z jednej ze swych biznesowych podróży. Postrzelony przez młodą Fallon, gdy szarpał Alexis, brat Blake'a wrzucił jego ciało do starej kopalni i zalał je wodą. Po 25 latach, gdy okazało się, że ciało Rogera zachowało się, rozpoczęto proces w sprawie o zabójstwo, przez który Blake stracił wszystko.
- Andrew Laird (Peter Mark Richman 1981-1984)

Prawnik i przyjaciel Blake’a.
- Brady Lloyd (Billy Dee Williams 1984-1985)

Producent muzyczny, mąż Dominique Deveraux.
- Michael Culhane (Wayne Northrop 1981, 1986-1987)

Szofer Blake’a, kochanek Fallon i Amandy.
- Lindsay Blaisdel (Katy Kurtzman 1981)

Nastoletnia córka Matthew i Claudii. Zginęła w wypadku samochodowym.
- Walter Lankershim (Dale Robertson 1981)

Przyjaciel Matthew.
- Gerard (William Beckley 1981-1989, 1991)

Majordomus Carringtonów. Wcześniej, lokaj. Funkcję objął po śmierci Josepha Andersa.
- Hilda Gunnerson (Betty Harford 1981-1989, 1991)

Długoletnia kucharka Carringtonów.
- Jeanette Robbins (Virginia Hawkins 1981-1989, 1991)

Pokojówka u Carringtonów.
- Blake „L.B.” Colby (Timothy McNutt 1984-1985; Ashley Mutrux 1985; Brandon Bluhm 1987-1989, 1991)

Starsze dziecko Fallon i Jeffa Colbych.
- Steven Daniel „Danny” Carrington Jr. (Matthew Lawrence 1984-1985; Jameson Sampley 1985-1988; Justin Burnette 1988-1989, 1991)

Syn Stevena Carringtona i Sammy Jo. 
- Kristina Carrington (Cassidy Lewis 1984-1985; Jessica Player 1985-1989, 1991)

Najmłodsza córka Blake’a Carringtona j jego żony Krystle. Po aresztowaniu ojca i wyjeździe matki na leczenie do Szwajcarii, zamieszkuje z przyrodnią siostrą; Fallon, w Kalifornii.
- Lauren Colby (Jenny Pharis 1987-1989; Brittany Alyse Smith 1991)

Młodsze dziecko Fallon i Jeffa Colbych. Początkowo, Fallon myślała, że jest córką Milesa Colbyego.

### Epizodyczne i gościnne
- Sarah Curtis (Cassie Yates 1987)

Przyjaciółka Dexa, której mąż i córka zginęli w wypadku samochodowym. Serce jej córki zostało przeszczepione chorej Kristinie. Sarah z rozpaczy popadła w obłęd i sądząc że córka Blake’a i Krystle jest jej córką, porwała ją.

## Lista odcinków
| Sezon | Sezon      | Liczba odcinków | Czas emisji             |
| ----- | ---------- | --------------- | ----------------------- |
|       | Pierwszy   | 15              | 12.01.1981 − 20.04.1981 |
|       | Drugi      | 22              | 04.11.1981 − 04.05.1982 |
|       | Trzeci     | 24              | 29.09.1982 − 20.04.1983 |
|       | Czwarty    | 27              | 28.09.1983 − 09.05.1984 |
|       | Piąty      | 29              | 26.09.1984 − 15.05.1985 |
|       | Szósty     | 31              | 25.09.1985 − 21.05.1986 |
|       | Siódmy     | 28              | 24.09.1986 − 06.05.1987 |
|       | Ósmy       | 22              | 23.09.1987 − 30.03.1988 |
|       | Dziewiąty  | 22              | 03.11.1988 − 11.05.1989 |
|       | Pojednanie | 2               | 20.10.1991 i 22.10.1991 |

## Wydania DVD
Od kwietnia 2005 serial stopniowo ukazuje się na płytach DVD. Najwięcej, bo aż 7 z 9 sezonów, ukazało się do tej pory w Europie. W Polsce od 21 czerwca 2011 dostępny jest box z piętnastoma odcinkami serii 1